# لاري كونغ
لاري كونغ هو لاعب هوكي الجليد كندي، ولد في 17 يونيو 1923 في فيرنون في كندا، وتوفي في 15 مارس 2018 في كالغاري في كندا بسبب ذات الرئة.

## وصلات خارجية
- لاري كونغ على موقع دوري الهوكي الوطني (الإنجليزية)
- لاري كونغ على موقع قاعة مشاهير الهوكي (لاعب أن.إتش.أل) (الإنجليزية)
- لاري كونغ على موقع EliteProspects.com (الإنجليزية)
- لاري كونغ على موقع Hockey-Reference.com (الإنجليزية)
- لاري كونغ على موقع قاعة كولومبيا البريطانية للمشاهير الرياضية (الإنجليزية)